# Тернопільське плато

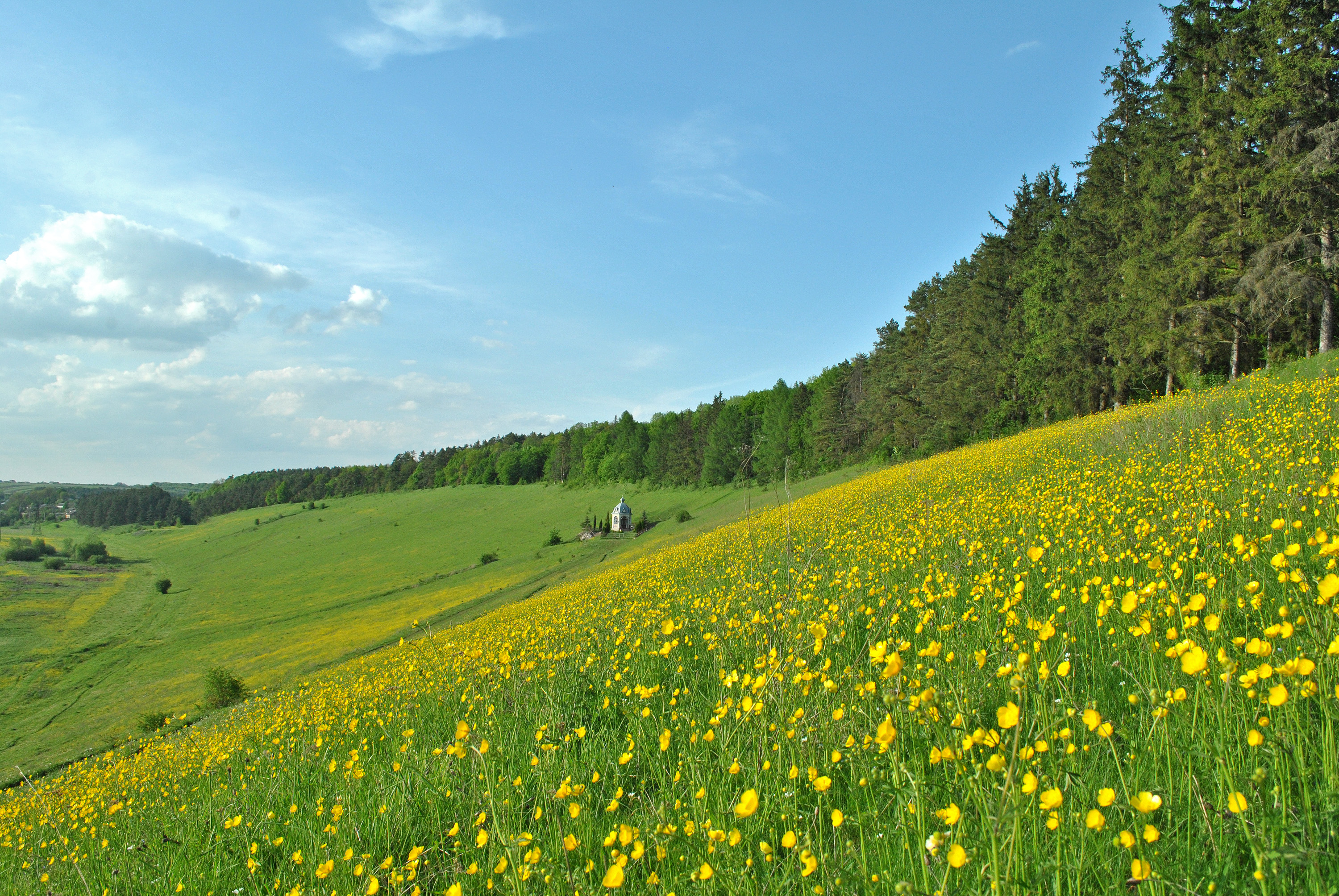
Краєвид біля с. Лучка Тернопільського району

Терно́пільське плато́ — найменш розчленована центральна частина Тернопільської області, замкнута у багатокутнику приблизно між містами Зборів — Тернопіль — Гримайлів — Хоростків — Бучач — Зборів. 
Тернопільське плато є частиною Подільської височини. Поверхня плато плоска або злегка хвиляста. Абсолютні висоти в північній частині — від 400 м і більше, на півдні та південному сході поступово спадають до 320—350 м, відносні висоти — 15—20 м; лише долини найбільших річок Серет і Стрипа врізані до 40—60 м. 
Долини річок мають широкі, часто заболочені днища та пологі схили.